# Alchemilla transcaucasica
Alchemilla transcaucasica es una especie de planta del género Alchemilla, perteneciente a la familia Rosaceae.

## Taxonomía
Alchemilla transcaucasica fue descrita por Rothm. en 1938.

## Distribución
Se encuentra en el territorio noreste de Turquía hasta el Cáucaso.